# High Lane
High Lane – wieś w Anglii, w hrabstwie ceremonialnym Wielki Manchester, w dystrykcie metropolitalnym Stockport. Leży 16 km na południowy wschód od centrum miasta Manchester. W 2001 miejscowość liczyła 5852 mieszkańców.